# Château Doisy-Védrines
Koordinaten: 44° 35′ 9,3″ N, 0° 19′ 24,6″ W

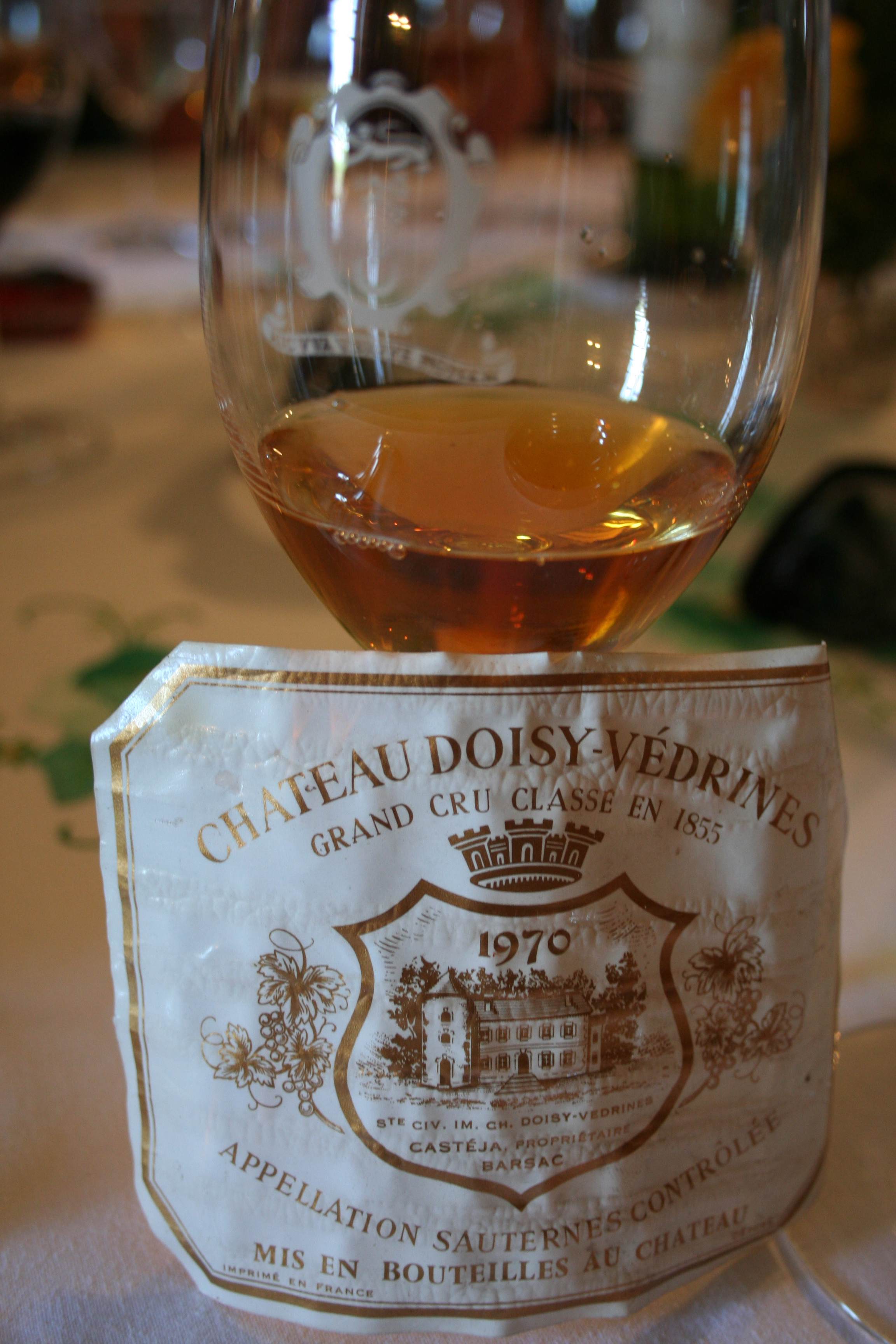
Ein Weinglas mit Sauternes des Weinguts Château Doisy-Védrines sowie ein Etikett des Jahrgangs 1970.

Das Weingut Château Doisy-Védrines liegt in der Gemeinde Barsac, einem Teil der Appellation d’Origine Contrôlée Barsac in der Weinbauregion Bordeaux. Die Weine werden jedoch unter dem wesentlich bekannteren Namen Sauternes vermarktet. Bei der Bordeauxwein-Klassifizierung von 1855 wurde es als „Deuxième Cru Classé“ klassifiziert. Das Gut verfügt über 27 Hektar Fläche. Die Rebflächen liegen nur unweit von den ehemaligen Schwestergütern Château Doisy Daëne und Château Doisy-Dubroca sowie von Château Climens und Château Coutet entfernt. Der älteste Teil des Gutsgebäudes ist ein runder Turm aus dem 16. Jahrhundert.
Die Rebsorte Sémillon stellt mit einer bestockten Fläche von 85 Prozent den größten Anteil. Daneben werden noch 15 Prozent Sauvignon Blanc beigemischt. Die letzten Bestände der Muscadelle Rebe wurden bereits vor einigen Jahrzehnten gerodet. Das durchschnittliche Alter der Reben liegt bei mäßig hohen 30 Jahren. Die Lese erfolgt per Hand in mehreren Lesegängen, um die edelfaulen Beeren zu selektionieren. Nachdem der werdende Wein durch die Alkoholische Gärung im Holzfass einen Alkoholgehalt von 13 bis 14 Volumenprozent erreicht, wird er in Edelstahltanks umgepumpt und während einiger Tage heruntergekühlt und stabilisiert. Dadurch behält der Weißwein seine Restsüße. Der Wein reift nach der Schwefelung 18 Monate in Barriques, die jährlich zu 70 Prozent erneuert werden.
Neben dem  Grand Vin füllt das Weingut auch den Zweitwein La Petite Védrines ab.

## Geschichte
Die Geschichte des Guts lässt sich bis in das 17. Jahrhundert zurückverfolgen, als Jean Raymond im Februar 1677 ein Gut namens Doisic übernahm. Die Familie Védrines kam am 5. Juni 1704 durch die Hochzeit von Jean-Baptiste Védrines mit der Enkelin von Jean, Marie Raymond in den Besitz des Anwesens und der landwirtschaftlichen Nutzflächen im Weiler La Pinesse. Die ersten Rebflächen wurden vermutlich erst von den Nachkommen von Jean-Baptiste und Marie angelegt. Nach 1794 erwarben die Eigentümer eine Parzelle von Château Coutet. Eine erste lobende Erwähnung eines Weinguts findet sich in dem 1832 erschienenen Werk Topographie de tous les vignobles connus von André Jullien.
Unbekannt ist, wann die historische Einheit Doisy geteilt wurde. Im Jahr 1850 gehörte der größte Teil des Anwesens noch Madame Dubosq, die vermutlich eine direkte Nachfahrin der Védrines-Familie war. Im Jahr 1851 verkaufte Madame Dubosq das Weingut an die Familie Boireau. Diese Einheit wurde später als Château Doisy-Védrines bekannt. Die Familie Faux übernahm einen zum Verkauf anstehenden Teil, der als Château Doisy-Dubroca heute noch bekannt ist. Der Weinhändler Jean Jacques Emmanuel Daëne erwarb die zweite verkäufliche Parzelle, die später unter dem Namen Château Doisy Daëne geführt wurde.
Im Jahr 1855 wurde allen drei Gütern anlässlich der Bordeaux-Klassifizierung ein Rang eines Deuxième Cru Classé zugesprochen.
Das Weingut Doisy-Védrines blieb lange in den Händen der Familie Boireau, den direkten Vorfahren der Familie Castéja. Erst mit 94 Jahren überließ Madame Teyssonneau die Leitung ihrem Enkel Pierre Castéja. Heute leitet Olivier Castéja die Geschicke des Guts.